# Romería de la Virgen del Mar

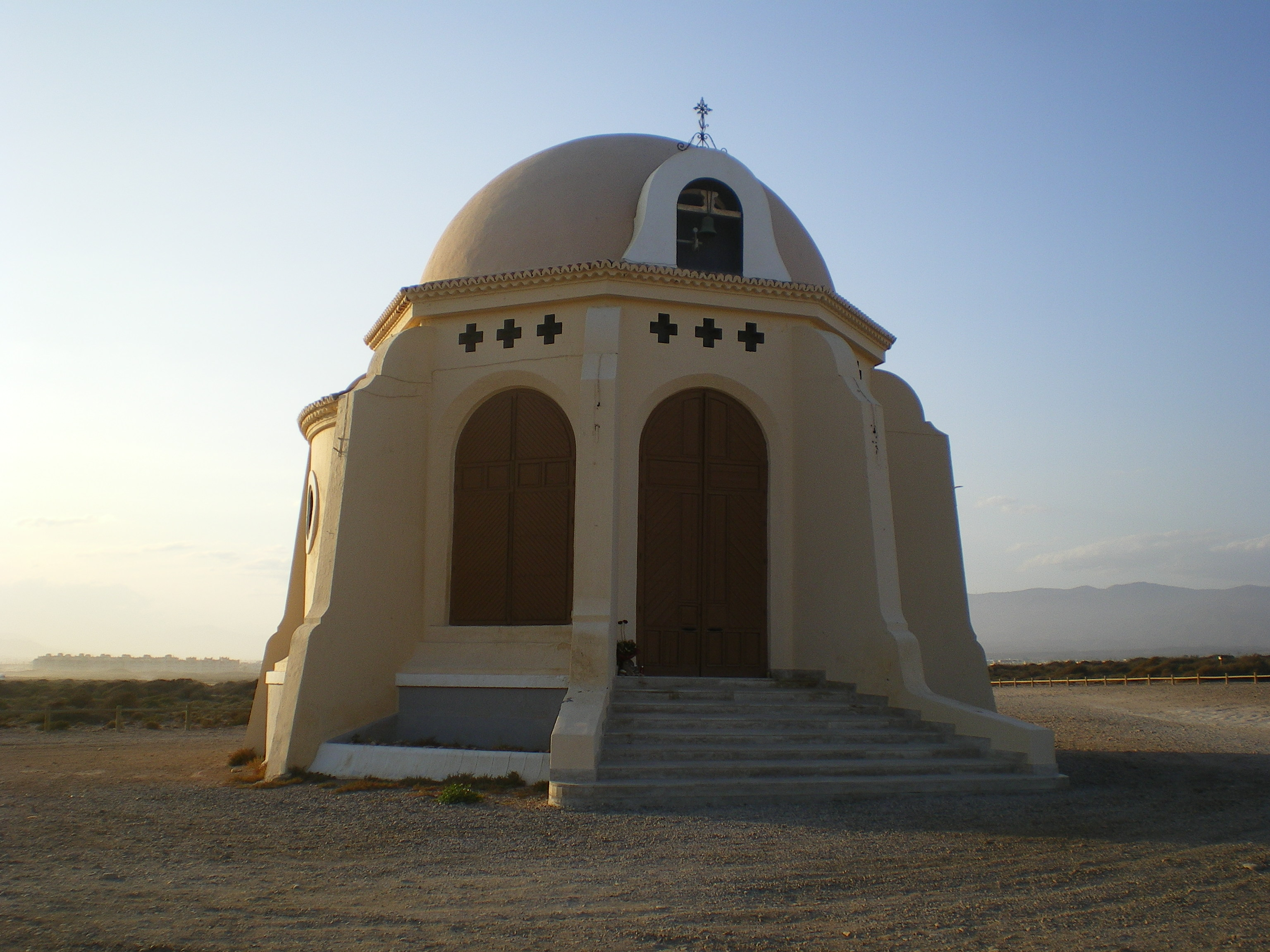
Ermita de Torregarcía.

La romería de la Virgen del Mar tiene lugar en la ciudad española de Almería (Andalucía), durante el segundo domingo del mes de enero. La tradición dice que la imagen de la patrona, apareció en la playa de Torregarcía, en donde fue descubierta por un vigía costero. La fiesta procesiona a la Virgen desde su santuario, en la capital, hasta la ermita en dicha playa por la carreta, pudiendo acompañarla los fieles en carro, a caballo o a pie. Una vez en la ermita, obra de Guillermo Langle Rubio, se procede a una misa en honor a aquella aparición y se pasa después a festejarlo con la comida llevada por todos los asistentes al acto. Cada año este evento cuenta con mayor número de personas.